# Juin 1935

## Événements
- 1er juin, France : Fernand Bouisson Président du Conseil.
- 2 juin[1] : le peuple suisse rejette à 56,5 % « l'initiative de crise » proposé le 30 novembre 1934 par les syndicats de travailleurs, les socialistes et divers organismes économiques et sociaux. Ce programme avait pour but déclaré de maintenir prix et salaires, de désendetter les artisans et paysans, pour un coût de 250 millions de francs suisses, une dévaluation de la monnaie et de nouveaux impôts. De plus l'initiative proposait se suspendre le droit de référendum pour cinq ans renouvelable. Le Journal de Genève écrivit : « Le peuple a rejeté un projet dangereux ».
- 4 juin, France : chute du Président du Conseil Bouisson.
- 7 juin :
  - France : Pierre Laval Président du Conseil (4). Après l’échec du gouvernement de Fernand Bouisson, Laval forme un cabinet qui reçoit les pleins pouvoirs financiers pour la défense du franc et la lutte contre les spéculations.
  - Début du ministère de coalition de Stanley Baldwin, Premier ministre du Royaume-Uni (fin en 1937).
- 9 juin : Grand Prix automobile des Frontières.
- 12 juin : armistice entre le Paraguay et la Bolivie (1932-1935), qui perd le territoire du Chaco (225 000 km2). Fin de la guerre du Chaco (traité de paix en 1938).
- 15 juin : départ de la treizième édition des 24 Heures du Mans.
- 16 juin :
  - Victoire de Johnny Hindmarsh et Luis Fontés sur une Lagonda aux 24 Heures du Mans.
  - Victoire de Rudolf Caracciola dans le Grand Prix automobile de l'Eifel.
- 17 juin : première détection d'un avion par radar, à 27 km par le britannique Bowen.
- 18 juin :
  - Torpillant les dispositions du traité de Versailles et le front antihitlérien établi à Stresa, un traité naval germano-britannique est signé entre Ribbentrop et les Britanniques : le Royaume-Uni, sans concerter ses Alliés, autorise le Troisième Reich à disposer d'une flotte de guerre allemande au tonnage limité à 35 % de celui de la marine Britannique la Grande-Bretagne[2],[3].
  - Lancement du premier sous-marin allemand depuis la Première Guerre mondiale.
- 21 juin[4] : fin de la XIXe Conférence internationale du travail (Genève) avec les représentants de 48 états. Les principales questions abordées sont : les congés payés, le chômage des jeunes, l'emploi des femmes aux travaux souterrains et la réduction hebdomadaire du travail à 40 heures. Finalement très peu d'avancées sociales.
- 23 juin : Grand Prix automobile de France.
- 28 juin : publication d'un sondage pour la Paix (the Peace Ballot), réalisé par la SDN au Royaume-Uni : 92 % des onze millions de personnes interrogées se déclarent favorables à un désarmement général, 93 % souhaitent l’interdiction du commerce des armes, un quart d’entre elles sont hostiles au recours à des sanctions militaires en cas d’agression d’un pays contre un autre.
- 30 juin : Grand Prix automobile de Penya-Rhin.

## Naissances
- 1er juin : Percy Adlon, cinéaste allemand († 10 mars 2024).
- 2 juin : Dimitri Kitsikis, historien grec.
- 6 juin : Grant Green, guitariste de jazz américain († 31 janvier 1979).
- 10 juin : Vic Elford, pilote automobile britannique († 13 mars 2022).
- 11 juin : Maria Marly de Oliveira, poétesse brésilienne († 1er juin 2007).
- 13 juin : Christo, (Christo Javacheff) artiste bulgare († 31 mai 2020).
- 18 juin : Iouri Solomine, acteur et réalisateur soviétique puis russe († 11 janvier 2024).
- 21 juin : Françoise Sagan, romancière française († 24 septembre 2004).
- 25 juin : Larry Kramer, écrivain et militant américain († 27 mai 2020).
- 27 juin : Laurent Terzieff, comédien français († 2 juillet 2010).

## Décès
- 24 juin :
  - Carlos Gardel, chanteur de tango argentin (° 11 décembre 1890).
  - Hermann Groeber, peintre allemand (° 17 juillet 1865).
- 25 juin : Adrien de Witte, peintre et graveur belge (° 2 août 1850).